# Gōjū-ryū

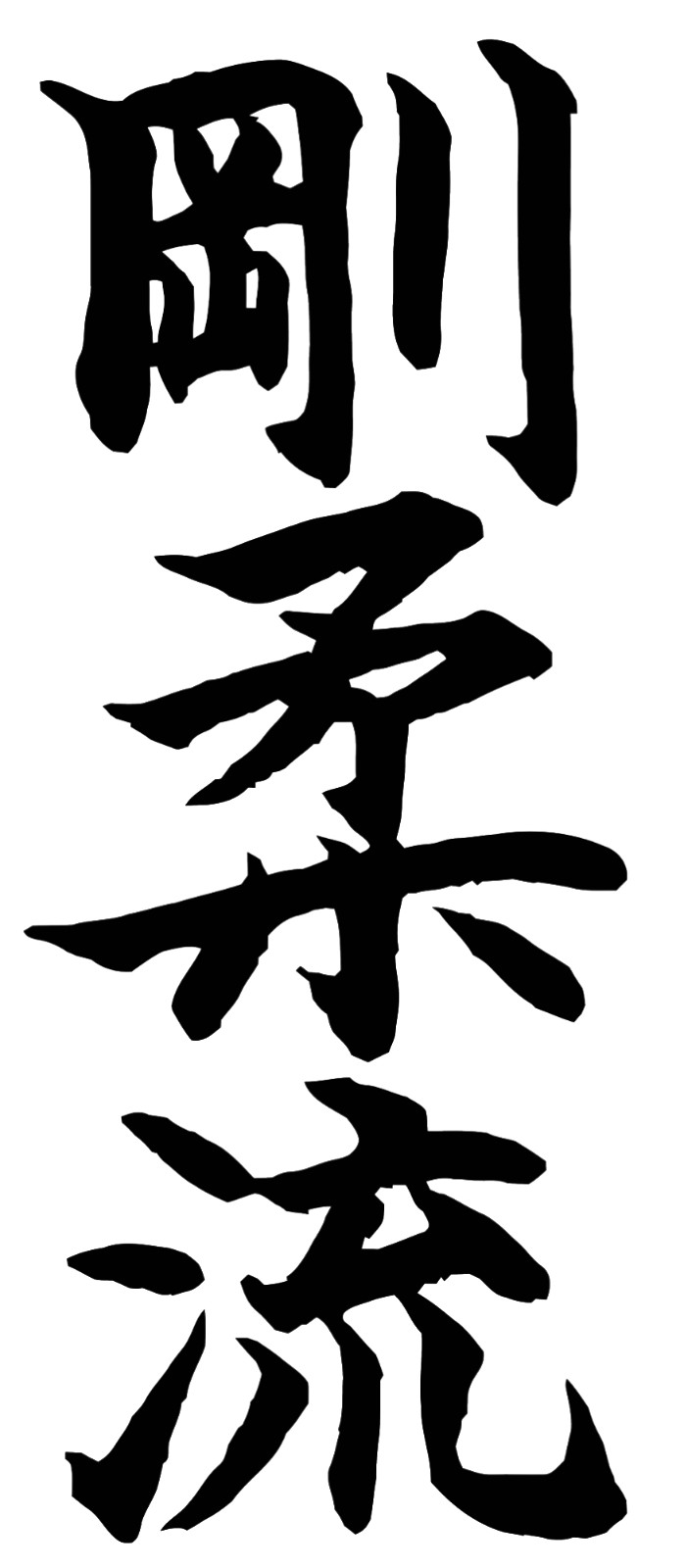
Goju-Ryu (Kanji)

Lo stile Gōjū-ryū (剛柔流?, "Scuola (Ryū) della Durezza (Gō) e della Cedevolezza (Jū)) è uno dei principali stili del karate di Okinawa caratterizzato da una combinazione di tecniche "dure e morbide". Il termine Gō, che significa "duro" o "sodo", si riferisce a tecniche di mano chiusa con attacchi lineari e diritti; il termine Jū, che significa invece "morbido" o "cedevole", indica tecniche di mano aperta e movimenti circolari, il tutto enfatizzato data alla respirazione corretta. Lo stile Gōjū-ryū utilizza metodiche che includono la fortificazione e il condizionamento del corpo, approcci di base al combattimento su breve distanza e esercizi con uno o più partner.

## Storia
Questo stile fonda le proprie radici sull'arte del Naha-Te, sviluppata dal Maestro Kanryō Higaonna basandosi sull'antico stile della Gru Bianca di Fujian, proveniente dalla Cina meridionale e approdato ad Okinawa nel XIX secolo. Il Gōjū-ryū come lo conosciamo oggi è stato però formalizzato da Chōjun Miyagi (1888 – 1953), allievo di Higaonna. Tra tutti gli stili di karate è quello che ha ricevuto la maggior influenza cinese, poiché nel 1873 Higaonna andò nella città cinese di Fuzhou, dove rimase per dieci anni, a studiare presso il Kojo Dojo, dove imparò i kata Saifa, Sanseiru, Kururunfa e Seipai, nel frattempo viaggiò in modo da imparare anche altri stili (Boxe del Drago, della Tigre, del Cane, del Pugno del Monaco e del Leone). Nel 1877, Kanryo diventò uchi deshi del maestro Ryū Ryū Ko e iniziò quindi lo studio dei kata Sanchin, Seienchin, Seisan, Shisochin e Suparinpei. Imparò a usare gli strumenti tradizionali di allenamento e imparò anche l’uso delle erbe medicinali, l'agopuntura, il massaggio e l'uso delle armi (Bō, Sai, Katana e Shuto). Per colmare le lacune della sua istruzione studiò il confucianesimo e il bubishi e scoprì che l’allenamento fisico e quello spirituale devono procedere allineati. Nel 1915 anche Myagi, seguendo le sue orme, andò in quella città alla ricerca del maestro Ryū Ryū Ko, accompagnato dal suo amico Go Kenki, il quale faceva l’importatore di tè ma durante il tempo libero insegnava la forma di Shaolin meridionale della Gru Bianca nel suo negozio a Naha, ma la trovarono devastata dalla Ribellione dei Boxer (1899-1901) e dalla guerra che ne conseguì. Alla fine incontrarono soltanto un allievo anziano di Ryū Ryū Ko, al quale mostrò i kata che aveva appreso da Higaonna, e quest'ultimo confermò che la scuola era ormai chiusa da diverso tempo e del maestro rimaneva soltanto la tomba. Dopo circa un anno passato in Cina tornarono a Naha, dove Miyagi creò il kata Tensho, basato sulle posizioni del Sanchin ma con tecniche dello stile della Gru Bianca. Nel 1929 diviene istruttore del dojo presso vari enti militari e universitari, poiché, grazie anche agli sforzi di Funakoshi, il karate stava diventando molto popolare, tanto che nel 1933 venne riconosciuto come budō dalla Dai Nippon Butoku Kai, di cui, nel 1934, Miyagi fu nominato rappresentante a Okinawa e fu inviato nelle Hawaii a insegnare alla grande comunità okinawense presente nell’arcipelago, alle cui lezioni, però, partecipavano anche alcuni americani. Due anni dopo, nel 1936, Miyagi tornò in Cina accompagnato da Kenki e da un allievo di quest'ultimo e andarono a Shanghai dove fece una dimostrazione davanti ai membri dell’ambasciata giapponese. Nel 1937, durante una dimostrazione, alcuni arbitri chiesero al miglior allievo del momento di Chojun, Jinan Shinzato, quale fosse il nome del proprio stile. Shinzato rimbalzò la domanda sul suo maestro, il quale citò la parte che preferiva del Kenpo Hakku (prezioso documento presente nel Bubishi, noto come “Le 8 leggi del pugno”): «Ho wa gōjū wo tondo su», ovvero "Tutto nell’universo respira duro e morbido". In questo modo lo stile prese il nome di Gōjū-ryū. Nello stesso anno Miyagi ebbe l’onore di ricevere il titolo di Kyoshi dal Butotukai, era la prima volta nella storia che un maestro di karate riceveva questo onore, che lo elevava allo stesso rango già posseduto dai maestri di Judo e Kendo. Qualche tempo dopo Miyagi introdusse anche i kata Gekisai Dai Ichi e Ni (1940 circa), creati per insegnare ai principianti. In anni successivi, nel 1998, la Dai Nippon Butoku Kai formalizzò il riconoscimento del Gōjū-ryū come un'antica forma di arte marziale (koryū) e come bujutsu (ovvero le arti marziali disarmate).
Si dice che Higaonna studiò lo stile "appeso" di Shao Lin Chuan, uno degli stili a pugno duro o esterno del Chi-chi; Miyagi invece praticò lo Shao Lin Chuan ma anche il Pa Kua Chang o della "palma-mano degli 8 trigrammi", uno degli stili a pugno morbido o interno; la dottrina di combinare queste due arti opposte è detta Wu Pei Chi. Unendo questi due stili a ciò che aveva appreso da Higaonna, Miyagi trasformò definitivamente il Naha-Te nello stile Gōjū-ryū.

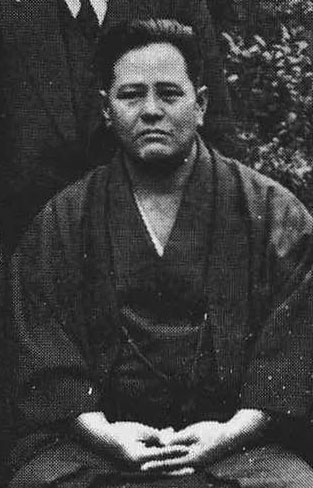
Il fondatore del Gōjū-Ryū Chōjun Miyagi (宮城 長順, Miyagi Chōjun, 1888–1953)

Miyagi morì improvvisamente nel 1953, senza nominare ufficialmente un suo erede, in questo modo molti suoi allievi (diretti o meno) si sono autoproclamati come suoi successori e hanno fondato diverse scuole all'interno dello stile. Nel Febbraio del 1954 il Comitato Generale del Gojuryu di Okinawa (Goju Kai) formato dai suoi studenti più anziani (tra i quali Nakaima Genkai, Madanbashi Keiyo, Meitoku Yagi, Iha Koshin) e con la presenza del secondogenito e della vedova di Miyagi, votarono quasi all'unanimità (un solo voto contrario) come successore ufficiale Eiichi Miyazato.
I principali allievi di Miyagi, fondatori di scuole nell'ambito dello stile Gōjū-ryū, furono i seguenti.
Eiichi Miyazato entrò nel Dojo di Miyagi nel 1935, all'età di 13 anni. Tranne che per una breve pausa durante la seconda guerra mondiale, egli non lasciò mai il suo Maestro fino alla sua morte. Oltre il karate, cominciò a praticare anche Judo, divenendo il campione di Okinawa e 7º Dan (8° post mortem). Insegnò insieme a Miyagi all'accademia di polizia e quando quest'ultimo morì continuò lui gli allenamenti al Dojo in Giardino di casa Miyagi. Dopo la nomina a successore di Miyagi del 1955 e visto il crescente numero degli studenti nel giardino, con il permesso della famiglia Miyagi, nel 1956 aprì il suo Dojo con il nome di Jundokan. Jun (順) significa "ordine" ma è anche il diminutivo di Chojun Miyagi, Do (道) significa "via" e Kan (館) significa "casa", ovvero "Casa dove si segue la Via di Chojun Miyagi". Qui si trasferirono tutti gli studenti del Dojo in Giardino. Per il Jundokan sono passati migliaia di allievi e si sono formati molti Maestri di Goju Ryu quali, tra gli altri: Seikichi Kinjo, Morio Higaonna, Hyoshio Hichyia, Tetsunosuke Yasuda, Teruo Chinen, Masaji Taira, Tetsu Gima, Masanari Kikukawa e Tsuneo Kinjo. Nel 1988 ricevette il 10° Dan e venne riconosciuto come patrimonio nazionale dal Governo Giapponese. Miyazato fu fondatore e presidente, fino alla sua morte che avvenne nel 1999, anche della Okinawa Goju Ryu Karate Do Kyokai (OGKK). Oggi il Jundokan è portato avanti dal figlio Yoshihiro Miyazato sotto la direzione tecnica del M° Tetsunosuke Yasuda (10º Dan). 
Seiko Higa nacque nel 1898 nella città di Naha. All'età di 13 anni cominciò a frequentare il Dojo di Kanryo Higaonna e vi rimase fino alla morte di quest'ultimo, dopo la quale continuò la pratica con Chojun Miyagi. Nel 1931 aprì un suo Dojo indipendente a Kumoji, e ottenne il grado di renshi dal Dai Nippon Butokukai. Alla fine della seconda guerra mondiale sua moglie morì ed egli si trasferì nella casa del suo studente Seikichi Toguchi (fondatore della corrente Shoreikan) e nel 1947 aprirono insieme l'Higa Dojo a Itoman. Morì il 16 aprile 1966, all'età di 68 anni, dopo aver dedicato letteralmente tutta la sua vita al karate.
Jinhan Shinzato fu uno dei primi allievi di Miyagi. Nacque a Kume, Naha, nel 1901 e crebbe sotto l'insegnamento di Miyagi. Entrò in polizia, dove studiò anche il Judo e nel 1939 ricevette il titolo di renshi dal Dai Nippon Butokukai. In seguito, dopo aver lasciato il corpo di polizia, insegnò nei club di karate e di judo della Scuola Commerciale della prefettura. Fu l'allievo più promettente di Miyagi, lo stesso che ispirò Miyagi nella coniazione del nome delnome dello stile. Shinzato sarebbe probabilmente stato l'erede designato di Miyagi, ma rimase ucciso a Kin nella parte settentrionale di Okinawa durante la battaglia di Okinawa del 1945.
Meitoku Yagi nacque nel 1912. Cominciò a praticare Karate all'età di 13 anni presso Miyagi, che gli venne presentato da un suo zio. Continuò ad allenarsi sotto Miyagi fino al quando, con il permesso di quest'ultimo, aprì un proprio Dojo (il primo autorizzato da Miyagi). Dopo la morte del Maestro denominò la sua scuola "Meibukan", di fatto creando un'altra corrente in seno allo stile. Nel 2000, Yagi rilasciò un'autobiografia, intitolata The Life Drama of the Man, Meitoku. Nel 2002, malgrado avesse ormai 91 anni, continuava a fare dimostrazioni di kata. Morì il 7 febbraio 2003, venendo considerato di fatto il Karateka più anziano al mondo.
Gōgen Yamaguchi nacque nel 1909 nella prefettura di Miyazaki in Giappone e fu chiamato "Jitsumi" da suo padre, che faceva il mercante e successivamente l'insegnante di scuola. In seconda elementare cominciò a studiare il Jigen-Ryu Kenjutsu, uno stile di scherma giapponese (lo stile dei samurai Satsuma che invasero Okinawa nel 1609) e, dopo che la sua famiglia si trasferì a Kyoto, iniziò ad allenarsi nel karate sotto la guida di Maruta Takeo, uno studente di Miyagi. Il giovane Yamaguchi praticava la scherma di giorno e il karate di notte: il suo unico interesse era diventare sempre più forte ed era molto soddisfatto degli allenamenti di karate. Nel 1930 Jitsuei Yogi (allievo di Chōjun Miyagi)  co-fondò insieme a Yamaguchi il "Retsumeikan daigaku karate kenkyū-kai", il primo club universitario di karate nel Giappone occidentale, famigerato per gli allenamenti pesanti e i fieri combattimenti di karate. In quel periodo Yamaguchi venne soprannominato "il gatto" dai suoi allievi occidentali, per via dei lunghi capelli e dei movimenti veloci e felini. Nel 1938 Prestò servizio come governatore in Manciuria, dove rimase fino al 1945, quando fu fatto prigioniero dalle truppe russe. Si racconta che in questo periodo affrontò e uccise una tigre a mani nude. I russi tentarono di spezzare lo spirito di Yamaguchi con l’isolamento, la tortura e il digiuno, ma fallirono e cambiarono sistema: presero una tigre e non la nutrirono per tre giorni e poi misero Yamaguchi nella gabbia dell’animale, aspettandosi che lo sbranasse. Invece Yamaguchi diede un calcio alla tigre nel naso, una gomitata in testa e si tuffò sul suo dorso. Le fece una presa da strangolamento e allo stesso momento emise un intenso urlo direttamente nell’orecchio dell’animale che cadde strangolato a morte. Nonostante tutto Yamaguchi era riuscito a entusiasmare i soldati nemici e quando i russi scoprirono chi era, gli chiesero di insegnare loro il karate. Fu così che il prigioniero divenne il maestro delle guardie e loro divennero i suoi allievi fino al 1947, quando fu liberato e rimpatriato. Rimase scioccato dallo stato del Giappone post-bellico, non tanto dalla distruzione fisica degli edifici, quanto dal declino spirituale dei giapponesi. Dopo un periodo di depressione si rese conto di essere il maestro di Gōjū-ryū più anziano del Giappone e prese questa responsabilità molto seriamente. Di conseguenza nel 1948 aprì il suo primo dojo di karate a Nippori. Quando poteva si recava sul monte Kuruma per allenamenti durissimi, dove conobbe un gruppo di monaci shintoisti impegnati in allenamento spirituale. Lì Gogen fu capace di imparare molte cose, iniziò a digiunare, sedeva in meditazione durante la notte e stava sotto una cascata in posizione sanchin per tentare di unificare la mente e il corpo. Dopo un lungo studio, Yamaguchi divenne maestro di Shinto. Studiò anche yoga con Tengai Noda, la più alta autorità del Giappone in questa disciplina. A tempo dovuto Yamaguchi formulò il suo sistema personale di Goju Shinto, una combinazione di Karate, Yoga, shintoismo, che includeva anche la dottrina Zen, avendo familiarità con i vari tipi di yoga (hatha yoga, raja yoga e kundalini yoga). Successivamente Chōjun Miyagi diede a Gōgen Yamaguchi la responsabilità di diffondere il Gōjū-Ryū nel resto del Giappone. Nei primi anni trenta Yamaguchi disegnò quella che sarebbe diventata la leggenda del pugno simbolo del Gōjū-ryū, espnadnedo rapidamente il suo metodo e creando una scuola di Gōjū-ryū indipendente. Fu in questo periodo che egli registrò ufficialmente il nome Gōjū-ryū presso il Butokukai. Dal 1950 la sede centrale del Gōjū-kai fu ufficialmente trasferita dalla scuola di Suginami, un quartiere nei sobborghi di Tokyo. Nel 1955 Yamaguchi fondò ufficialmente la I.K.G.A. e nel 1964, insieme agli altri membri fondatori quali Ōtsuka Hironori dello stile Wadō-Ryū, Masatoshi Nakayama dello Shotokan, Mabuni Kenei e Iwata Manzao dello Shitō-Ryū, unificò tutti i dojo del Giappone per formare la "All Japan Karate-dō Federation", ancora oggi esistente come Japan Karate Federation (JKF). All’età di 73 anni si ritirò e lasciò l’insegnamento è nelle mani del figlio Gōshi, attuale presidente dell'International Karate-dō Gōjū-kai. Gōgen Yamaguchi Kaiso morì il 20 maggio 1989 all’età di 80 anni.

## Caratteristiche
Nel Gōjū-Ryū viene data molta enfasi alla respirazione detta ibuki, legata alle contrazioni muscolari, ai movimenti lenti e potenti caratteristici di questo stile, i quali richiedono grande vigore fisico.
La respirazione delle tecniche go viene detta respirazione solare (ibuki yoō), mentre quella delle tecniche ju viene detta respirazione lunare (ibuki in).
La respirazione solare (go) solitamente è poco utilizzata e avviene con la parte più bassa dei polmoni, mediante l'abbassamento dei fasci addominali e l'ispirazione nasale. L'espirazione tramite la bocca, avviene in maniera rumorosa con l'aria espulsa per la contrazione addominale e la rotazione in avanti del bacino. Tutti i muscoli e tutto il corpo sono contratti al massimo (contrazione kime). Il kata che esprime al meglio questa respirazione e le tecniche go è il kata Sanchin.
La respirazione lunare (ju) è invece molto più morbida, sempre addominale ma meno profonda e quindi meno rumorosa ed è quindi usata nelle tecniche morbide e sciolte. Il kata che esprime al meglio questa respirazione e le tecniche ju è il kata Tensho.
La fascia addominale (chiamata tanden) è quindi il centro di gravità dell'uomo, il fulcro della vita, il punto da cui si sprigiona l'energia interiore (ki o secondo altre scritture qi o ci) ed è quindi la parte del corpo che va allenata maggiormente. Sempre dal tanden nasce la kime, ovvero la contrazione; l'apice della kime si raggiunge con il kiai, un urlo di sfogo dato dall'unione (ai, contrazione del verbo awaso) dell'energia/spirito (ki), ovvero è l'arte di concentrare la propria energia mentale su di un unico punto del bersaglio col fine di distruggerlo.
Il kiai si manifesta come un breve ma intensissimo urlo originato da una contrazione addominale che svuota i polmoni con l'effetto di esaltare un colpo sferrato.
Inoltre, nel Gōjū-Ryū, al fine di conservare l'equilibrio e di ottenere tecniche più penetranti, per ogni movimento si rende necessario un contro-movimento opposto in modo da ottenere una coppia di forza. I movimenti sono molto circolari, basati sul principio del combattimento a corta distanza (leve) e sfruttamento della forza dell'avversario (come nel JuJitsu). Questo stile presenta posture raccolte e con molta retroversione del bacino.

## Filosofia
Miyagi sosteneva che "lo scopo ultimo del karate-do era quello di creare la persona, conquistare la miseria umana e trovare la libertà spirituale". Egli dichiarò che era importante, per l'equilibro dell'allenamento all'autodifesa, "l'allenamento della mente, o con la coltivazione del precetto karate-do ni sente nashi ('Non c'è un primo attacco nel karate')", enfatizzando inoltre l'importanza della "coltivazione dell'intelletto prima della forza".

## Kata / Kata Bunkai
Kata significa forma ed è formato da una serie movimenti che simulano un combattimento con uno o più avversari immaginari. I kata di Okinawa tendono tradizionalmente a preservare una serie di tecniche e principi di combattimento, e sono serviti come basi per molti sistemi di combattimento Okinawensi.
Kata Bunkai significa letteralmente "kata smontato", cioè applicato. A differenza dei kata che vengono svolti con un avversario (o più) immaginario, il kata bunkai viene svolto con avversario (o più) reale, pertanto si ha bisogno di almeno un partner.
I Kata ufficiali sono 12:
Gekisai Dai Ichi; 
Gekisai Dai Ni; 
Saifa; 
Seiyunchin; 
Sepai; 
Shisochin; 
Sanseiru; 
Kururunfa; 
Seisan; 
Suparinpei; 
Sanchin; 
Tensho.

### I Kata del Karate Goju ryu tramandati dal fondatore Chojun Miyagi e da altri grandi maestri[8][9]
Chojun Miyagi creò i due kata Gekisai e rielaborò moltissimo due kata di origine cinese, dai quali creò i kata Sanchin e Tensho.
Tutti gli altri kata sono di derivazione cinese e sono stati leggermente modificati da Miyagi.
Fukyu Kata (KATA PROPEDEUTICI) o 
- 1. Gekisai Dai Ichi (Kanji: 撃砕第一; Katakana: ゲキサイダイイチ) - "Distruggere numero 1"
- 2. Gekisai Dai Ni (Kanji: 撃砕第二; Katakana: ゲキサイダイニ) - "Distruggere numero 2"

Kokyu kata (Kata respiratori) o Kihon Kata (Kata di Base)
- 1. Sanchin (Kanji: 三戦; Katakana: サンチン) - "Le 3 battaglie" e Sanchin Dai Ni
- 2.  Sanchin Dai Ni  (Kanji: 三戦; Katakana: サンチンニ) - "Le 3 battaglie, numero 2"
- 3. Tensho  (Kanji: 転掌; Katakana: テンショウ) - "Ruotare i palmi"

Kaishuu kata (KATA SUPERIORI)
- 1. Saifa (Kanji: 砕破; Katakana: サイファ) - "Annientamento totale"
- 2. Seienchin (o Seiyunchin) (Kanji: 制引戦; Katakana: セイユ(エ)ンチン) - "La quiete dentro la tempesta"
- 3. Sanseru (o Sanseiru) (Kanji: 三十六手; Katakana: サンセイルー) - "36 mani"
- 4. Shisochin (Kanji: 四向戦; Katakana: シソーチン) - "Quattro monaci tranquilli"
- 5. Sepai (o Seipai) (Kanji: 十八手; Katakana: セイパイ) - "18 mani"
- 6. Sesan (o Seisan) (Kanji: 十三手; Katakana: セイサン) - "13 mani"
- 7. Kururunfa (Kanji: 久留頓破; Katakana: クルルンファー) - "Opporsi alle onde"
- 8. Suparinpei (o Pechyurin) (Kanji: 壱百零八手;Katakana: スーパーリンペイ) - "108 mani"

### Yamaguchi Goju Kai kata [JKGA / IKGA][11]
- Genkaku (Kanji: 玄鶴 Katakana: チカク) - "Gru misteriosa"
- Chikaku (Kanji: 地鶴 Katakana: ゲンカク) - "Gru terrestre"
- Tenryu (Kanji: 天龍 Katakana: テンリュ) - "Drago divino"
- Kōryu (Kanji: 黄龍 Katakana: コウリュ) - "Drago giallo"
- Taikyoku: Serie di cinque kata creati dal fondatore del Gōjū Kai, il maestro Gōgen Yamaguchi. I kata Taikyoku insegnano i metodi di blocco/attacco tradizionali e i movimenti fondamentali nelle quattro direzioni.
  - Taikyoku Jodan; Dai Ichi & Ni
  - Taikyoku Chudan; Dai Ichi & Ni
  - Taikyoku Gedan; Dai Ichi & Ni
  - Taikyoku Kake Uke; Dai Ichi & Ni
  - Taikyoku Mawashi Uke; Dai Ichi & Ni

### Seigokan kata
Tada Seigo, il fondatore del Seigokan, creò dei kata aggiuntivi per introdurli come programma educativo allo scopo di allenare gli allievi:
- Kihon Uke no Kata
- Kihon Tsuki no Kata

### Shoreikan kata
Seikichi Toguchi, fondatore del Goju Ryu Shoreikan, creò dei kata aggiuntivi:
- Hookiyu Kata Ichi
- Hookiyu Kata Ni
- Gekiha Dai Ichi
- Gekiha Dai Ni
- Gekisai Dai San
- Kakuha Dai Ichi
- Kakuha Dai Ni
- Hakutsuru no Mai

Toguchi inoltre creò i formati "a coppia" per ognuno dei Hookiyu, Gekisai, Gekiha e Kakuha kata, così come per molti dei kata "koryu". 